# 江東区立豊洲小学校
江東区立豊洲小学校（こうとうくりつとよすしょうがっこう）は、東京都江東区豊洲4丁目にある区立小学校。

## 概要
1947年に開校。同じ校舎内に江東区立豊洲幼稚園が併設されている。

## 沿革
出典
- 1946年（昭和21年）9月20日 - 校舎設立許可（平久国民学校分校）。
- 1947年（昭和22年）
  - 3月28日 - 校地1,750坪、校舎平屋建木造171.25坪（5教室）の校舎落成。
  - 4月12日 - 平久小学校豊洲分校としての開校式挙行（この時点の学級数・児童数325名）。分校主任に松岡信弥が就任。
  - 12月4日 - 豊洲小学校創立認可。
  - 12月20日 - 豊洲小学校としての開校式挙行（この時点の学級数8・児童数401）。初代校長に松岡信弥が就任。
- 1949年（昭和24年）
  - 4月 - 校章制定。
  - 5月 - 東京都港湾局より校地4,328坪を借地し、校舎303.79坪（10教室）増築。
- 1952年（昭和27年）12月 - 校歌制定。
- 1955年（昭和30年）1月10日 - 道路拡張のため敷地坪数変更（校地3,082.66坪・校舎のべ732.538）。
- 1960年（昭和35年）4月1日 - 枝川小学校を分離。
- 1961年（昭和36年）2月18日 - プール竣工。
- 1964年（昭和39年）
  - 3月20日 - 体育館完成。
  - 5月4日 - 給食調理室落成。
- 1965年（昭和40年）
  - 7月10日 - プール循環濾過装置設置。
  - 11月19日 - 普通教室4教室取り壊し（特別教室2、普通教室26）。
- 1966年（昭和41年）3月7日 - 渡り廊下建設。
- 1967年（昭和42年）4月1日 - 豊洲幼稚園創立（10日開園）。
- 1968年（昭和43年）
  - 3月20日 - 校舎改築、鉄筋3階建9教室落成（校舎のべ4,168.73坪、特別教室1、普通教室2、保育室4）。
  - 11月30日 - 校舎増築、鉄筋3階建6教室落成（普通教室6）。
- 1971年（昭和46年）
  - 3月22日 - 鉄筋3階建（普通教室6、校長室、保健室、給食室、放送室、事務室）校舎増築落成。
  - 4月1日 - 仲よし学級開設。
- 1972年（昭和47年）3月21日 - 鉄筋3階建（普通教室3、音楽室、図工室、理科室、職員室）校舎増築落成。
- 1974年（昭和49年）3月30日 - 鉄筋3階建（普通教室8）校舎増築落成。
- 1977年（昭和52年）8月31日 - 校庭改修（犬走、排水溝、ダスト）。
- 1978年（昭和53年）6月23日 - プール内壁、浄化装置改修。
- 1979年（昭和54年）4月1日 - 東雲小学校開校により、学区域変更。
- 1981年（昭和56年）8月30日 - 中央階段防水補修、スプリンクラー設置。
- 1982年（昭和57年）8月31日 - 屋内体育館ギャラリー手すり取付。
- 1984年（昭和59年）12月12日 - 屋内体育館塗装工事（床・屋根）。
- 1985年（昭和60年）9月1日 - 校舎改修（アルミサッシ窓・内外壁塗装）。
- 1986年（昭和61年）9月30日 - 給食調理室改修、休憩室新設。
- 1987年（昭和62年）3月14日 - プール更衣室新設（プレハブ）。
- 1988年（昭和63年）9月30日 - 音楽教室空調工事、東側便所改修工事完了。
- 1990年（平成2年）
  - 8月31日 - 校舎改修工事完了（校長室、事務室、ランチルーム、図書室、トイレ）。
  - 10月13日 - 屋上改修工事完了。
  - 12月1日 - ガス暖房化工事完了。
- 1991年（平成3年）
  - 8月30日 - 校庭遊具カラー塗装。
  - 10月25日 - 廊下壁塗装。
  - 12月20日 - 仲よし教室冷暖房化工事完了。
- 1992年（平成4年）
  - 8月31日 - 仲よし職員室内装工事完了。
  - 10月5日 - 西側トイレ工事完了。
- 1993年（平成5年）11月30日 - プール改修工事完了。
- 1998年（平成10年）
  - 4月20日 - プレハブ校舎（3階建）工事開始。
  - 7月27日 - 職員室、保健室、給食室、普通教室9、特別教室13がプレハブ校舎へ引越。
  - 8月3日 - 体育館、職員室、給食室、普通教室9、特別教室13の取り壊し開始。
  - 9月1日 - 第1、第3、第4学年が、プレハブ校舎で授業開始。
  - 9月30日 - 校舎改築工事開始。
- 1999年（平成11年）
  - 4月1日 - 第2学年がプレハブ校舎で授業開始。給食民間委託開始。
  - 11月29日 - 新校舎で授業開始。
- 2000年（平成12年）
  - 3月31日 - 校庭整地完了。
  - 5月20日 - 校舎落成記念式典挙行。
- 2004年（平成16年）4月1日 - この年度から、2学期制実施。
- 2007年（平成19年）4月1日 - 豊洲北小学校を分離。
- 2011年（平成23年）4月11日 - 校舎増築工事開始。
- 2012年（平成24年）4月1日 - 校舎増築棟使用開始。
- 2015年（平成25年）4月1日 - 豊洲西小学校を分離。

## 通学区域
出典
- 枝川1丁目（14番20号を除く）
- 豊洲4丁目（全域）

## 進学先中学校
出典
- 江東区立深川第五中学校

## 交通アクセス
- 東京メトロ有楽町線・ゆりかもめ東京臨海新交通臨海線豊洲駅から徒歩。
  - なお、学校に最も近い出口は、東京メトロ有楽町線の「5番」出口となる。
- 都営バス海01・豊洲01・都05・急行06・業10・陽12・錦13・東15・東16・門19「豊洲駅前」バス停下車。